# 北海道旅客鉄道の鉄道駅一覧 (電報略号順)
北海道旅客鉄道の鉄道駅一覧（ほっかいどうりょかくてつどうのてつどうえきいちらん）
北海道旅客鉄道（JR北海道）の鉄道駅の電報略号による五十音順索引（廃駅を含む）。

## ア行

### ア
- アイ - 相内駅
- アカ - 赤井川駅
- アケ - 厚岸駅
- アコ - あいの里公園駅
- アサ - 旭川駅
- アシ - 旭川四条駅
- アシ - 芦別駅
- アツ - 厚内駅
- アト - 厚床駅
- アネ - 姉別駅
- アノ - あいの里教育大駅
- アノ - 芦野駅（廃駅）
- アハ - 網走駅
- アヒ - 旭駅 (北海道)（廃駅）
- アフ - 阿分駅（廃駅）
- アヘ - 厚別駅
- アマ - 安足間駅
- アヨ - 足寄駅（廃駅→北海道ちほく高原鉄道）
- アラ - 赤平駅
- アリ - 朝里駅

### イ
- イイ - 糸井駅
- イウ - 伊奈牛駅（廃駅）
- イカ - 伊香牛駅
- イク - 幾春別駅（廃駅）
- イク - 生野駅 (北海道)（廃駅）
- イケ - 池田駅 (北海道)
- イサ - 愛山駅（廃駅）
- イシ - 石倉駅
- イソ - 上磯駅（移管→道南いさりび鉄道）
- イタ - 池田園駅（廃駅）
- イチ - 余市駅
- イツ - 泉川駅（廃駅）
- イト - 糸魚沢駅（廃駅）
- イナ - 稲穂駅
- イナ - 岩内駅（廃駅）
- イノ - 伊納駅（廃駅）
- イハ - 生田原駅
- イフ - 磯分内駅
- イヘ - 愛別駅
- イミ - 泉沢駅（移管→道南いさりび鉄道）
- イヤ - 石谷駅（廃駅）
- イリ - 北海道医療大学駅
- イワ - 岩見沢駅

### ウ
- ウウ - 東雲駅 (北海道) （廃駅）
- ウエ - 雨煙別駅（廃駅）
- ウカ - 浦河駅（廃駅）
- ウシ - 初田牛駅（廃駅）
- ウス - 有珠駅
- ウタ - 歌志内駅（廃駅）
- ウチ - 広内信号場
- ウツ - 宇津駅（廃駅）
- ウト - 鵜苫駅（廃駅）
- ウナ - 植苗駅
- ウヘ - 滝ノ上駅（廃駅）
- ウマ - 唐松駅（廃駅）
- ウマ - 宇摩駅（廃駅）
- ウミ - 歌神駅（廃駅）
- ウラ - 浦幌駅
- ウラ - 浜田浦駅（廃駅）

### エ
- エオ - 江部乙駅
- エシ - 江差駅（廃駅）
- エツ - 江別駅
- エニ - 恵庭駅
- エヒ - 恵比島駅（廃駅）
- エン - 遠軽駅

### オ
- オア - 大麻駅
- オイ - 追分駅 (北海道)
- オウ - 大中山駅
- オエ - 大沼公園駅
- オカ - 緑が丘駅 (北海道)
- オキ - 荻伏駅（廃駅）
- オク - 奥白滝信号場
- オケ - 置戸駅（廃駅→北海道ちほく高原鉄道）
- オコ - 興部駅（廃駅）
- オサ - 納内駅
- オシ - 落石駅
- オソ - 晩生内駅（廃駅）
- オタ - 小樽駅
- オチ - 落合駅 (北海道)（廃駅）
- オツ - 長都駅
- オト - 音威子府駅
- オナ - 尾白内駅
- オニ - 鬼志別駅（廃駅）
- オノ - 雄信内信号場
- オハ - 青葉駅
- オヒ - 羽帯駅（廃駅）
- オヘ - 大狩部駅（廃駅）
- オヘ - 落部駅
- オホ - 尾幌駅
- オマ - 大沼駅
- オミ - 汐見駅（廃駅）
- オユ - 奥行臼駅（廃駅）
- オヨ - 大誉地駅（廃駅→北海道ちほく高原鉄道）
- オラ - 渡島砂原駅
- オロ - 帯広駅
- オワ - 渡島大沢駅（廃駅）
- オン - 音別駅

## カ行

### カ
- カア - 上厚内信号場
- カイ - 上落合信号場
- カオ - 東オサワ信号場
- カオ - 上音威子府駅（廃駅）
- カキ - 川北駅（廃駅）
- カク - 神楽岡駅
- カコ - 上興部駅（廃駅）
- カサ - 三笠駅 (北海道)（廃駅）
- カス - 上砂川駅（廃駅）
- カセ - 開盛駅（廃駅）
- カタ - 上多度志駅（廃駅）
- カテ - 楓信号場
- カト - 上利別駅（廃駅）
- カナ - 金山駅 (北海道)（廃駅）
- カニ - 上ノ国駅（廃駅）
- カニ - 川西駅 (北海道)（廃駅）
- カヌ - 茅沼駅
- カネ - 金華駅（廃駅）
- カノ - 上富良野駅
- カハ - 樺岡駅（廃駅）
- カフ - 愛冠駅（廃駅→北海道ちほく高原鉄道）
- カヘ - 鹿部駅
- カホ - 上尾幌駅
- カマ - 兜沼駅
- カミ - 上幌向駅
- カム - 上武佐駅（廃駅）
- カヤ - 萱野駅（廃駅）
- カユ - 上湧別駅（廃駅）
- カヨ - 上名寄駅（廃駅）
- カラ - 上白滝駅（廃駅）
- カロ - 上常呂駅（廃駅→北海道ちほく高原鉄道）
- カワ - 川端駅

### キ
- キイ - 北一已駅
- キイ - 北入江信号場
- キエ - 北遠軽駅（廃駅）
- キエ - 北美瑛駅
- キコ - 木古内駅
- キケ - 桔梗駅
- キサ - 清里町駅
- キシ - 大岸駅
- キシ - 共進駅（廃駅）
- キチ - 北剣淵駅（廃駅）
- キナ - 北永山駅
- キノ - 北日ノ出駅（廃駅）
- キハ - 岐阜橋駅（廃駅）
- キヒ - 北比布駅（廃駅）
- キヒ - 北広島駅
- キフ - 北舟岡駅
- キヘ - 北秩父別駅
- キマ - 北浜駅 (北海道)
- キミ - 北見駅
- キモ - 北母子里駅（廃駅）
- キヨ - 清川口駅（移管→道南いさりび鉄道）
- キヨ - 共栄駅（廃駅）
- キラ - 北吉原駅
- キリ - 本桐駅（廃駅）
- キン - 銀山駅

### ク
- クオ - 栗丘駅
- クシ - 釧路駅
- クチ - 倶知安駅
- クツ - 東久根別駅（移管→道南いさりび鉄道）
- クナ - 串内信号場
- クニ - 国縫駅
- クネ - 訓子府駅（廃駅→北海道ちほく高原鉄道）
- クヘ - 久根別駅（移管→道南いさりび鉄道）
- クマ - 舎熊駅（廃駅）
- クモ - 八雲駅
- クリ - 栗山駅
- クル - 咲来駅
- クロ - 黒岩駅
- クワ - 栗沢駅
- クン - 将軍山駅（廃駅）

### ケ
- ケセ - 原生花園駅
- ケヌ - 剣淵駅
- ケネ - 計根別駅（廃駅）
- ケホ - 恵北駅（廃駅）

### コ
- コウ - 光珠内駅
- コク - 五十石駅（廃駅）
- ココ - 小石駅（廃駅）
- コサ - 駒里信号場
- コシ - 宮越駅（廃駅）
- コシ - 蘭越駅
- コセ - 瀬越駅（廃駅）
- コツ - 渚滑駅（廃駅）
- コツ - 西興部駅（廃駅）
- コト - 琴似駅 (JR北海道)
- コニ - 新琴似駅
- コネ - 黄金駅 (北海道)
- コハ - 湖畔駅（廃駅）
- コヒ - 声問駅（廃駅）
- コフ - 昆布駅
- コホ - 小幌駅
- コマ - 駒ヶ岳駅
- コム - 小向駅（廃駅）
- コヨ - 虎杖浜駅
- コラ - 琴平駅 (北海道)（廃駅）
- コリ - 五稜郭駅
- コン - 昆布盛駅

## サ行

### サ
- サイ - 於札内駅（廃駅）
- サエ - 新栄野駅（廃駅）
- サオ - 桜岡駅
- サカ - 札苅駅（移管→道南いさりび鉄道）
- サキ - 山崎駅 (北海道)
- サク - 佐久駅
- サコ - 高砂駅 (北海道)
- サツ - 札幌駅
- サテ - 札的駅（廃駅）
- サト - 滝里駅（廃駅）
- サナ - 札内駅
- サノ - 境野駅（廃駅→北海道ちほく高原鉄道）
- サヒ - 札比内駅（廃駅）
- サフ - 猿払駅（廃駅）
- サホ - サッポロビール庭園駅
- サマ - 筬島駅
- サム - 発寒駅
- サモ - 崎守駅
- サラ - 桜庭駅（廃駅）
- サル - 沙留駅（廃駅）
- サワ - 小沢駅

### シ
- シア - 新青森駅（JR東日本所管）
- シイ - 白石駅 (JR北海道)
- シウ - 渡島知内駅（廃駅）
- シウ - 新成生駅（廃駅）
- シエ - 昭栄信号場
- シオ - 新大楽毛駅
- シカ - 鹿討駅
- シカ - 然別駅
- シク - 銚子口駅（廃駅）
- シケ - 大楽毛駅
- シコ - 森林公園駅 (北海道)
- シサ - 新旭川駅
- シス - 下鶉駅（廃駅）
- シセ - 新千歳空港駅
- シタ - 社台駅
- シチ - 潮見町駅（廃駅）
- シチ - 標茶駅
- シツ - 釧路湿原駅
- シツ - 静狩駅
- シツ - 下士別駅（廃駅）
- シト - 下頓別駅（廃駅）
- シナ - 静内駅（廃駅）
- シハ - 芦川駅 (北海道)（廃駅）
- シフ - 新富士駅 (北海道)
- シヘ - 士別駅
- シホ - 塩谷駅
- シマ - 蘭島駅
- シミ - 清水沢駅（廃駅）
- シミ - 新富駅（廃駅）
- シム - 占冠駅
- シモ - 下金山駅（廃駅）
- シヤ - 知床斜里駅
- シユ - 新夕張駅
- シヨ - 新吉野駅
- シラ - 白老駅
- シラ - 白樺駅（廃駅）
- シリ - 塩狩駅
- シワ - 新十津川駅（廃駅）
- シン - 新札幌駅
- シン - 神明駅 (北海道)（廃駅）

### ス
- スタ - 中須田駅（廃駅）
- スナ - 砂川駅
- スホ - 瑞穂駅
- スマ - 鱒浦駅
- スミ - 稲積公園駅
- スラ - 鶉駅（廃駅）

### セ
- セケ - 千軒駅（廃駅）
- セサ - 清風山信号場
- セセ - 瀬戸瀬駅
- セニ - 銭函駅
- セヒ - 仙美里駅（廃駅→北海道ちほく高原鉄道）
- セフ - 節婦駅（廃駅）
- セワ - 政和駅（廃駅）

### ソ
- ソウ - 桑園駅
- ソエ - 添牛内駅（廃駅）

## タ行

### タ
- タイ - 蕨岱駅（廃駅）
- タウ - 当別駅（旧・石狩当別駅）
- タカ - 高島駅 (北海道)（廃駅→北海道ちほく高原鉄道）
- タキ - 滝川駅
- タク - 拓北駅
- タケ - 竹浦駅
- タコ - 小樽築港駅
- タサ - 滝ノ沢信号場
- タセ - 大成駅
- タタ - 滝ノ下信号場
- タテ - 伊達紋別駅
- タト - 多度志駅（廃駅）
- タナ - 歌内駅（廃駅）
- タニ - 鹿ノ谷駅（廃駅）
- タノ - 端野駅
- タヒ - 竜飛海底駅（廃駅→竜飛定点）
- タヘ - 太平駅
- タホ - 当幌駅（廃駅）
- タマ - 鷹泊駅（廃駅）
- タミ - 西北見駅
- タモ - 日高門別駅（廃駅）
- タヨ - 多寄駅
- タル - 南小樽駅

### チ
- チオ - 知来乙駅（廃駅）
- チク - 直別信号場
- チコ - 千歳空港駅（現・南千歳駅）
- チセ - 千歳駅 (北海道)
- チツ - 秩父別駅
- チト - 智東駅（廃駅）
- チナ - 茶内駅
- チノ - 浅茅野駅（廃駅）
- チフ - 智恵文駅
- チホ - 智北駅
- チヤ - 茶志内駅
- チヨ - 千代ヶ岡駅

### ツ
- ツオ - 月ヶ岡駅（廃駅）
- ツカ - 厚賀駅（廃駅）
- ツキ - 石狩月形駅（廃駅）
- ツタ - 桂台駅
- ツマ - 鶴沼駅（廃駅）
- ツヨ - 常豊信号場
- ツラ - 桂岡駅（廃駅）
- ツル - 渡島鶴岡駅（廃駅）
- ツル - 札弦駅
- ツワ - 桂川駅 (北海道)（廃駅）

### テ
- テオ - 天塩川温泉駅
- テカ - 摩周駅（旧称・弟子屈駅）
- テナ - 天塩中川駅
- テネ - 手稲駅
- テマ - 天幕駅（廃駅）
- テヤ - 天塩弥生駅（廃駅）
- テン - 学田駅

### ト
- トウ - 当麻駅
- トオ - 洞爺駅
- トカ - 別当賀駅
- トク - 新得駅
- トサ - 遠浅駅
- トシ - 利別駅
- トス - 豊清水駅（廃駅）
- トタ - 峠下駅（廃駅）
- トツ - 徳満駅（廃駅）
- トト - 十三里駅（廃駅）
- トト - 豊富駅
- トヌ - 豊沼駅
- トノ - 豊野駅 (北海道)（廃駅）
- トヒ - 問寒別駅
- トフ - 十弗駅
- トヘ - 小利別駅（廃駅→北海道ちほく高原鉄道）
- トホ - 豊幌駅
- トマ - 苫小牧駅
- トム - トマム駅
- トヤ - 遠矢駅
- トヨ - 豊住駅（廃駅→北海道ちほく高原鉄道）
- トラ - 幾寅駅（廃駅）
- トロ - 塘路駅
- トン - 小頓別駅（廃駅）

## ナ行

### ナ
- ナア - 中愛別駅
- ナイ - 奈井江駅
- ナオ - 中興部駅（廃駅）
- ナオ - 流山温泉駅（廃駅）
- ナカ - 中小国駅（JR東日本所管）
- ナカ - 永山駅
- ナク - 新中小国信号場
- ナコ - 中越信号場
- ナツ - 稲士別駅（廃駅）
- ナト - 中頓別駅（廃駅）
- ナナ - 七飯駅
- ナノ - 中富良野駅
- ナハ - 七重浜駅（移管→道南いさりび鉄道）
- ナフ - 中徳富駅（廃駅）
- ナヘ - 中標津駅（廃駅）
- ナホ - 苗穂駅
- ナヤ - 中小屋駅（廃駅）
- ナユ - 中湧別駅（廃駅）
- ナヨ - 中名寄駅（廃駅）
- ナリ - 中斜里駅
- ナロ - 名寄駅
- ナワ - 中ノ沢駅（廃駅）

### ニ
- ニイ - 新川駅 (北海道)
- ニウ - 西御料駅
- ニオ - 錦岡駅
- ニカ - 西神楽駅
- ニキ - 仁木駅
- ニク - 西訓子府駅（廃駅→北海道ちほく高原鉄道）
- ニサ - 西様似駅（廃駅）
- ニシ - 西和田駅
- ニセ - 西聖和駅
- ニセ - ニセコ駅
- ニタ - 西歌駅（廃駅）
- ニト - 西富駅（廃駅→北海道ちほく高原鉄道）
- ニナ - 西中駅
- ニナ - 西名寄駅（廃駅）
- ニノ - 西の里信号場
- ニノ - 二ノ橋駅（廃駅）
- ニヒ - 西帯広駅
- ニフ - 新冠駅（廃駅）
- ニマ - 仁山駅
- ニミ - 西瑞穂駅
- ニメ - 西女満別駅
- ニル - 西留辺蘂駅
- ニヤ - 西早来信号場
- ニユ - 西春別駅（廃駅）
- ニロ - 西庶路駅
- ニン - 西新得信号場
- ニン - 日進駅 (北海道)

### ヌ
- ヌウ - 沼牛駅（廃駅）
- ヌカ - 白糠駅
- ヌサ - 沼ノ沢駅（廃駅）
- ヌナ - 糠南駅
- ヌノ - 布部駅（廃駅）
- ヌマ - 沼ノ上駅（廃駅）
- ヌリ - 渡島沼尻駅
- ヌワ - 沼川駅（廃駅）

### ネ
- ネイ - 恩根内駅（廃駅）
- ネシ - 根室標津駅（廃駅）
- ネツ - 熱郛駅
- ネム - 根室駅

### ノ
- ノタ - 野田生駅
- ノツ - 野幌駅
- ノテ - 日ノ出駅（廃駅→北海道ちほく高原鉄道）
- ノナ - 野花南駅
- ノノ - 愛し野駅
- ノフ - 信砂駅（廃駅）
- ノヘ - 幌延駅
- ノホ - 登別駅
- ノロ - 篠路駅

## ハ行

### ハ
- ハケ - 八軒駅
- ハコ - 函館駅
- ハサ - 花咲駅（廃駅）
- ハシ - 一ノ橋駅（廃駅）
- ハタ - 沼ノ端駅
- ハチ - 発寒中央駅
- ハツ - 抜海駅（廃駅）
- ハテ - 新函館北斗駅
- ハト - 浜頓別駅（廃駅）
- ハナ - 浜中駅
- ハノ - 萩野駅
- ハノ - 初野駅（廃駅）
- ハヘ - 箸別駅（廃駅）
- ハマ - 浜厚真駅
- ハミ - 川上駅（廃駅→北海道ちほく高原鉄道）
- ハヤ - 早来駅
- ハユ - 川湯温泉駅
- ハヨ - 柏陽駅
- ハル - 春立駅（廃駅）

### ヒ
- ヒア - 東旭川駅
- ヒイ - 美瑛駅
- ヒウ - 緋牛内駅
- ヒカ - 美深駅
- ヒキ - 平岸駅 (北海道赤平市)
- ヒク - 東釧路駅
- ヒコ - 東鹿越駅（廃駅）
- ヒサ - 広郷駅（廃駅→北海道ちほく高原鉄道）
- ヒシ - 美馬牛駅
- ヒス - 東鶉駅（廃駅）
- ヒチ - 東町駅（廃駅）
- ヒツ - 日高三石駅（廃駅）
- ヒト - 日高東別駅（廃駅）
- ヒナ - 東静内駅（廃駅）
- ヒネ - 東根室駅（廃駅）
- ヒネ - 敏音知駅（廃駅）
- ヒノ - 東相内駅
- ヒハ - 美唄駅
- ヒヒ - 美々信号場
- ヒフ - 比布駅
- ヒヘ - 日高幌別駅（廃駅）
- ヒホ - 東幌糠駅（廃駅）
- ヒム - 東室蘭駅
- ヒメ - 姫川信号場
- ヒモ - 東森駅
- ヒヤ - 東山駅 (北海道)（廃駅）
- ヒヨ - 東庶路信号場
- ヒラ - 安平駅
- ヒロ - 美幌駅
- ヒワ - 東滝川信号場

### フ
- フウ - 名寄高校駅（旧・東風連駅）
- フエ - 絵笛駅（廃駅）
- フカ - 深川駅
- フキ - 蕗ノ台駅（廃駅）
- フク - 渡島福島駅（廃駅）
- フサ - 古山駅
- フセ - 古瀬駅（廃駅）
- フタ - 二股駅
- フミ - 近文駅
- フヤ - 藤山駅（廃駅）
- フレ - 風連駅
- フン - 志文駅

### ヘ
- ヘカ - 別海駅（廃駅）
- ヘツ - 幌別駅
- ヘホ - 別保駅
- ヘワ - 平和駅

### ホ
- ホイ - 本石倉駅（廃駅）
- ホウ - 蓬栄駅（廃駅）
- ホク - 北星駅（廃駅）
- ホコ - 母恋駅
- ホコ - 北興駅（廃駅）
- ホシ - 星置駅
- ホシ - 北光社駅（廃駅→北海道ちほく高原鉄道）
- ホナ - 幌成駅（廃駅）
- ホヌ - 幌糠駅（廃駅）
- ホノ - 上幌延駅（廃駅）
- ホヘ - 本別駅（廃駅）
- ホミ - ほしみ駅
- ホミ - 穂波駅（廃駅）
- ホリ - 下幌成駅（廃駅）
- ホロ - 幌内駅（貨物駅・廃駅）
- ホヲ - 細岡駅

## マ行

### マ
- マエ - 松前駅 (北海道)（廃駅）
- マカ - 曲淵駅（廃駅）
- マク - 幕別駅
- マケ - 増毛駅（廃駅）
- マコ - 浜小清水駅
- マシ - 島ノ下信号場
- マセ - 丸瀬布駅
- マタ - 石狩沼田駅
- マツ - 黒松内駅
- マト - 渡島当別駅（移管→道南いさりび鉄道）
- マニ - 様似駅（廃駅）
- マネ - 松音知駅（廃駅）
- マフ - 真布駅（廃駅）
- ママ - 島松駅
- マヤ - 釜谷駅（移管→道南いさりび鉄道）
- マリ - 朱鞠内駅（廃駅）
- マル - 円山駅（廃駅）
- マレ - 稀府駅
- マン - 長万部駅

### ミ
- ミオ - 上雄信内駅（廃駅）
- ミカ - 三川駅 (北海道)
- ミカ - 南美深駅（廃駅）
- ミケ - 御影駅 (北海道)
- ミコ - 上越信号場
- ミサ - 御崎駅
- ミシ - 南下沼駅（廃駅）
- ミス - 十勝清水駅
- ミセ - 南千歳駅
- ミテ - 南弟子屈駅（廃駅）
- ミト - 上頓別駅（廃駅）
- ミナ - 南稚内駅
- ミネ - 峰延駅
- ミノ - 上野幌駅
- ミハ - 富川駅（廃駅）
- ミヒ - 南比布駅（廃駅）
- ミフ - 南下徳富駅（廃駅）
- ミヘ - 上芦別駅
- ミホ - 南幌延駅（廃駅）
- ミミ - 南清水沢駅（廃駅）
- ミム - 上芽室信号場
- ミヤ - 南永山駅
- ミラ - 富浦駅 (北海道)
- ミリ - 緑駅
- ミロ - 上幌加内駅（廃駅）
- ミワ - 上川駅

### ム
- ムイ - 幌向駅
- ムカ - 鵡川駅
- ムサ - 武佐駅 (北海道)
- ムフ - 東占冠信号場
- ムロ - 室蘭駅

### メ
- メク - 恵み野駅
- メナ - 目名駅
- メマ - 女満別駅
- メム - 芽室駅

### モ
- モイ - 神威駅（廃駅）
- モカ - 下中川駅（廃駅）
- モキ - 下白滝駅（廃駅）
- モコ - 藻琴駅
- モシ - 茂尻駅
- モセ - 妹背牛駅
- モチ - 茂辺地駅（移管→道南いさりび鉄道）
- モツ - 下徳富駅（廃駅）
- モト - 元紋別駅（廃駅）
- モナ - 本中小屋駅（廃駅）
- モハ - 下川駅（廃駅）
- モヘ - 紋別駅（廃駅）
- モホ - 紋穂内駅（廃駅）
- モマ - 下沼駅
- モユ - 文珠駅（廃駅）
- モリ - 森駅 (北海道)
- モワ - 本輪西駅
- モン - 門静駅

## ヤ行

### ヤ
- ヤク - 尺別信号場
- ヤケ - 焼山駅（廃駅）
- ヤコ - 山越駅
- ヤス - 安牛駅（廃駅）
- ヤツ - 止別駅
- ヤニ - 安国駅
- ヤフ - 矢文駅（廃駅）
- ヤフ - 矢不来信号場（移管→道南いさりび鉄道）
- ヤマ - 山部駅（廃駅）
- ヤモ - 常紋信号場（廃止）
- ヤヨ - 弥生駅 (北海道)（廃駅）
- ヤリ - 南斜里駅（廃駅）
- ヤル - 山軽駅（廃駅）

### ユ
- ユウ - 夕張駅（廃駅）
- ユサ - 湯ノ里駅（廃駅）
- ユタ - 勇足駅（廃駅→北海道ちほく高原鉄道）
- ユチ - 勇知駅
- ユツ - 湧別駅（廃駅）
- ユニ - 由仁駅
- ユノ - 湯ノ岱駅（廃駅）
- ユフ - 勇払駅
- ユモ - 朱文別駅（廃駅）
- ユリ - 百合が原駅
- ユン - 春別駅（廃駅）

### ヨ
- ヨイ - 吉岡海底駅（廃駅→吉岡定点）
- ヨオ - 渡島吉岡駅（廃駅）
- ヨカ - 豊ヶ岡駅（廃駅）
- ヨコ - 豊頃駅
- ヨサ - 豊郷駅 (北海道)（廃駅）
- ヨシ - 吉堀駅（廃駅）
- ヨツ - 北豊津駅（廃駅）
- ヨハ - 清畠駅（廃駅）
- ヨヒ - 呼人駅
- ヨラ - 豊浦駅
- ヨロ - 庶路駅

## ラ行

### ラ
- ラキ - 白滝駅
- ラス - 浦臼駅（廃駅）
- ラタ - 旧白滝駅（廃駅）
- ラノ - 富良野駅
- ラフ - 比羅夫駅
- ラヘ - ラベンダー畑駅
- ラワ - 平野川信号場
- ラン - 蘭留駅

### リ
- リウ - 知内駅（廃駅）
- リカ - 石狩金沢駅（廃駅）
- リク - 陸別駅（廃駅→北海道ちほく高原鉄道）
- リコ - 森越駅（廃駅）
- リチ - 新狩勝信号場
- リマ - 掛澗駅
- リミ - 太美駅（旧・石狩太美駅）
- リン - 柏林台駅

### ル
- ルイ - 津軽今別駅（廃駅）
- ルオ - 奥津軽いまべつ駅
- ルヘ - 留辺蘂駅
- ルモ - 留萌駅（廃駅）
- ルワ - 美留和駅

### レ
- レウ - 礼受駅（廃駅）
- レン - 礼文駅

### ロ
- ロイ - ロイズタウン駅
- ロカ - 幌加内駅（廃駅）
- ロク - 東六線駅（廃駅）
- ロホ - ホロカ信号場

## ワ行

### ワ
- ワオ - オサワ信号場
- ワカ - 稚内駅
- ワケ - 東追分駅（廃駅）
- ワサ - 和寒駅
- ワシ - 鷲ノ巣駅（廃駅）
- ワタ - 大和田駅 (北海道)（廃駅）
- ワナ - 長和駅
- ワニ - 輪西駅
- ワヘ - 鷲別駅

## 不明または未付与
- - 旭ヶ丘駅 (北海道)（廃駅）
- - 一本松駅 (北海道紋別市)（廃駅）
- - 宇遠内駅（廃駅）
- - 大森駅 (北海道)（廃駅→北海道ちほく高原鉄道）
- - 重内駅（廃駅）
- - 及部駅（廃駅）
- - 開栄駅（廃駅）
- - 上駒駅（廃駅）
- - 上春別駅（廃駅）
- - 協和駅（廃駅）
- - 薫別駅（廃駅→北海道ちほく高原鉄道）
- - 光進駅（廃駅）
- - 幸成駅（廃駅）
- - 弘道駅（廃駅）
- - 寿駅 (北海道)（廃駅）
- - 栄町駅 (北海道岩見沢市)（廃駅）
- - 笹森駅（廃駅→北海道ちほく高原鉄道）
- - 様舞駅（廃駅→北海道ちほく高原鉄道）
- - 塩幌駅（廃駅→北海道ちほく高原鉄道）
- - 四号線駅（廃駅）
- - 周磨駅（廃駅）
- - 白符駅（廃駅）
- - 新弥生駅（廃駅）
- - 政和温泉駅（廃駅）
- - 多和駅（廃駅）
- - 常盤駅 (北海道)（廃駅）
- - 富丘駅（廃駅）
- - 西一線駅（廃駅→北海道ちほく高原鉄道）
- - 班渓駅（廃駅）
- - 飛行場前駅（廃駅）
- - 平糸駅（廃駅）
- - 分線駅（廃駅→北海道ちほく高原鉄道）
- - 北湧駅（廃駅）
- - 南本別駅（廃駅）
- - 恵野駅（廃駅）
- - 安別駅（廃駅）
- - 六興駅（廃駅）